# Malocampa bigutta
Malocampa bigutta är en fjärilsart som beskrevs av D. Jones. Malocampa bigutta ingår i släktet Malocampa och familjen tandspinnare. Inga underarter finns listade i Catalogue of Life.